# 파푸아초원모자이크꼬리쥐
파푸아초원모자이크꼬리쥐(Melomys lutillus)는 쥐과에 속하는 설치류의 일종이다. 뉴기니섬의 토착종으로 해수면과 해발 2,200m 사이에서 발견된다. 자연 서식지는 초원과 정원, 기타 교란 지역이다. 파푸아초원모자이크꼬리쥐가 넓은 분포 지역과 서식지에 대한 내성을 갖고 있고 특별한 위협 요인이 없기 때문에 국제 자연 보전 연맹(IUCN)이 보전 등급을 "관심대상종"으로 분류하고 있다.